# غيلبرت (ملاكم)
غيلبرت (بالإنجليزية: Gilbert)‏ (12 نوفمبر 1980 ببايامون في الولايات المتحدة - ) هو مصارع هاوي ومصارع محترف وملاكم أمريكي.

## روابط خارجية
- غيلبرت على موقع CageMatch worker (الإنجليزية)